# Olší (Horní Dubenky)
Olší (deutsch Wolschi) ist eine Grundsiedlungseinheit der Gemeinde Horní Dubenky (Ober Dubenky) in Tschechien. Sie liegt sechseinhalb Kilometer östlich von Počátky (Potschatek) und gehört zum Okres Jihlava.

## Geographie
Die Siedlung Olší befindet sich rechtsseitig des Baches Hamerský potok bzw. Dubenský potok in den Jihlavské vrchy (Iglauer Bergen). Nördlich erhebt sich die Ještěnice (710 m n.m.), im Nordosten der U Hradu (724 m n.m.) mit der Burgruine Janštejn und der Kamenný vrch (716 m n.m.), östlich der Skelný vrch (Glasberg, 787 m n.m.), im Südosten der Míchův vrch (790 m n.m.), südlich der Velký skalní vrch (786 m n.m.), im Südwesten der Pánův kopec (711 m n.m.) sowie nordwestlich der Vasilkův kopec (707 m n.m.). Am nordwestlichen Ortsrand verläuft die Staatsstraße II/134 zwischen Batelov und Jarošov nad Nežárkou. Südlich liegt der Teich Kuchyňka, westlich der Růžičkův rybník. Durch die Gegend zieht sich die Europäische Hauptwasserscheide. Die Siedlung selbst liegt im Einzugsgebiet des Dubenský potok, der  sein Wasser über die Nežárka nach der Nordsee ableitet; der 700 m nordöstlich beim ehemaligen Jägerhaus (č.p. 48) entspringende Švábovský potok entwässert – ebenso wie der Batelovský potok, dessen Quelle hinter dem Skelný vrch liegt – über die Jihlava zum Schwarzen Meer.
Nachbarorte sind Na Obci, Horní Cerekev und Švábov im Norden, Medličky, Nová Ves und Rácov im Nordosten, Růžená und Třeštice im Osten, Doupě, Řídelov und Řásná im Südosten, Janštejn im Süden, Kaliště im Südwesten, Horní Dubenky im Westen sowie Heřmaneč, Léskovec und Horní Ves im Nordwesten.

## Geschichte
Olší entstand vermutlich in der ersten Hälfte des 19. Jahrhunderts. In der Franziszeischen Landesaufnahme (1836–1842) ist am Weg von Ober Dubenky nach dem Gemeindewald am Glasberg eine aus drei Chaluppen bestehende und unbenannte Rotte eingezeichnet, ebenso ein  nordöstlich davon, am Waldrand gelegenes, Jägerhaus. Die Franzisco-Josephinische Landesaufnahme (1869–1887) stellt eine unveränderte Situation dar, wobei die Rotte nunmehr mit Wolši bezeichnet ist. Der weitere Ausbau von Olší setzte erst im 20. Jahrhundert ein. Da Olší lange Zeit der Glashüttenkolonie Janstein zugerechnet war, ist anzunehmen, dass die schlichten Siedlungshäuser von Beschäftigen der Glashütte bewohnt wurden.
Nach dem Zusammenbruch der k.k. Monarchie wurde die Ansiedlung 1918 Teil der neu gebildeten Tschechoslowakei. Beim Zensus von 1921 wurde Olší als Häusergruppe der Gemeinde Horní Dubenky / Ober Dubenky aufgeführt, eine separate Datenerfassung erfolgte nicht. Zwischen 1939 und 1945 war Olší Teil des Protektorats Böhmen und Mähren. Nach dem Ende des Zweiten Weltkrieges wurde die Siedlung wieder Teil der Tschechoslowakei. Seit 1961 gehört Olší zum Okres Jihlava. Im Jahre 2001 lebten in Olší 154 Personen. Seit dem 15. Februar 2011 ist Olší als Grundsiedlungseinheit der Gemeinde Horní Dubenky ausgewiesen. Beim Zensus von 2011 lebten in Olší 58 Personen. Im Jahre 2021 hatte Olší 44 Einwohner und bestand aus 27 Häusern.

## Ortsgliederung
Olší ist Teil des Katastralbezirks Horní Dubenky.

## Sehenswürdigkeiten
- Reste der Burg Janštejn (Janstein), nordöstlich des Ortes
- Gedenkstein an die Hussitenschlacht am Bor, enthüllt 1923, westlich von Olší am Weg zum Teichdamm

## Schutzgebiete
- Naturdenkmal  Ještěnice, Moor im Quellgebiet des Švábovský potok